# Vester Sogn
Vester Sogn ist eine Kirchspielsgemeinde (dän.: Sogn) im südlichen Dänemark. Bis 1970 gehörte sie zur Harde Nørvang Herred im damaligen Vejle Amt, danach zur Give Kommune im erweiterten Vejle Amt, die im Zuge der  Kommunalreform zum 1. Januar 2007 in der „neuen“  Vejle Kommune in der Region Syddanmark aufgegangen ist.
Im Kirchspiel leben 354 Einwohner (Stand:1. Januar 2023). Im Kirchspiel liegt die Kirche „Vester Kirke“.
Nachbargemeinden sind im Westen Thyregod Sogn und im Südosten Øster Nykirke Sogn, ferner in der nördlich benachbarten Ikast-Brande Kommune im Norden Ejstrup Sogn und im Nordosten Nørre Snede Sogn sowie in der östlich benachbarten Hedensted Kommune Hammer Sogn.